# Cabera variolaria
Cabera variolaria är en fjärilsart som beskrevs av Achille Guenée 1858. Cabera variolaria ingår i släktet Cabera och familjen mätare. Inga underarter finns listade i Catalogue of Life.